# Parlamentswahl in Antigua und Barbuda 2014
Die Parlamentswahl in Antigua und Barbuda 2014 für die Abgeordneten des Repräsentantenhauses fanden am 12. Juni 2014 statt. Hierzu traten 41 Kandidaten von sechs verschiedenen Parteien an.

## Wahlergebnis
Die Antigua and Barbuda Labour Party (ABLP, ehemals Antigua Labour Party) kam nach 10 Jahren in der Opposition wieder an Macht und konnte 14 der 17 Mandate erringen. Die United Progressive Party (UPP) des bisherigen Premierminister Baldwin Spencer konnte nur drei, von bisher neun Sitzen. Die ABLP hatte die Politik des Landes bereits seit der Unabhängigkeit vom Vereinigten Königreich 1981 bis zu den Wahlen 2004 dominiert. Der Ehegatte der Enkelin des ehemaligen Premierministers Vere Cornwall Bird, Gaston Browne, führte die ABLP bei den Wahlen 2014 an.
Die Wirtschaft des Landes war in den fünf Jahren zuvor geschrumpft. Im Jahr 2010 hat die Regierung der UPP beim Internationalen Währungsfonds (IWF) eine Stand-by-Vereinbarung zur Stabilisierung der Schulden des Landes angestrebt. Die Arbeitslosenquote stieg in 10 Jahren von 5 auf 25 Prozent. Die ABLP versprach, die persönliche Einkommensteuer abzuschaffen, mehr Arbeitsplätze zu schaffen und mehr Investitionen ins Land zu holen. Die UPP, die eine dritte Amtszeit anstrebte, versprach, die Wirtschaft durch den Bau eines neuen Hafens und eines modernen Zentrums für darstellende Kunst, sowie die Erforschung von Raumfahrttechnologien zu beleben.
Am 13. Juni wurde Gaston Browne als Premierminister vereidigt und wurde damit der bisher jüngste Amtsinhaber des Landes.

## Gewählte Abgeordneten
| Name                     | Partei | Wahlkreis                  | Stimmen (absolut) | Stimmen in % | Bemerkungen                  |
| ------------------------ | ------ | -------------------------- | ----------------- | ------------ | ---------------------------- |
| Benjamin, Steadroy       | ABLP   | St. John’s City South      | 828               | 62,92        | Attorney General             |
| Bird, Lester Bryant      | ABLP   | St. John’s Rural East      | 2.144             | 57,95        |                              |
| Browne, Gaston           | ABLP   | St. John’s City West       | 1.394             | 65,57        | Premierminister              |
| Browne, Michael          | ABLP   | All Saints West            | 1.931             | 54,49        |                              |
| Daniel, Willmoth         | UPP    | St. Phillip South          | 523               | 54,37        |                              |
| Fernandez, Charles Henry | ABLP   | St. John’s Rural North     | 1.860             | 60,55        |                              |
| Greene, Everly Paul Chet | ABLP   | St. Paul                   | 1.453             | 59,28        |                              |
| Jonas, Dean              | ABLP   | St. George                 | 2.182             | 54,51        | stellv. Speaker of the House |
| Joseph, Molwyn           | ABLP   | St. Mary’s North           | 2.089             | 56,80        |                              |
| Lake, Eustace            | ABLP   | St. John’s Rural South     | 1.548             | 59,84        |                              |
| Marshall, Samantha       | ABLP   | St. Mary’s South           | 1.009             | 52,09        |                              |
| Massiah, Joanne          | UPP    | All Saints East & St. Luke | 1.624             | 52,83        |                              |
| Michael, Asot            | ABLP   | St. Peter                  | 1.730             | 69,09        |                              |
| Nibbs, Arthur            | ABLP   | Barbuda                    | 485               | 50,05        |                              |
| Nicholas, Melford        | ABLP   | St. John’s City East       | 794               | 53,79        |                              |
| Spencer, Winston Baldwin | UPP    | St. John’s Rural West      | 1.993             | 50,38        | Oppositionsführer            |
| Watts, Gerald            | --     | --                         | --                | --           | Speaker of the House         |
| Yearwood, Robin          | ABLP   | St. Phillip North          | 951               | 66,23        |                              |